# Аутль
Аутль — вершина на Северо-Западном Кавказе, высота 1855,7 м над уровнем моря (по другим данным — 1851 м). Имеет и другое название — Адыг.
Гора является туристическим объектом.

## Описание
Вершина находится в отроге Главного Кавказского хребта. Находится гора Аутль западнее горы Фишт и озера Хуко вдали от населённых пунктов. Вблизи вершины берут начало несколько рек и ручьёв: Ажу, Хаджико и Хаджуко (Удачный).
Верхняя часть горного массива скально-луговая. Альпийские луга используются под летние выпасы. Сама же вершина с трёх сторон обрывается вниз отвесными скалами.

## Туризм
Гора привлекает туристов. Рядом с горой имеется несколько достопримечательностей. Практически каждый год совершаются как туристические, так и научные экспедиции в район горы.
С горы Аутль хорошо видно Чёрное море и морской порт города Сочи. Также можно видеть многие вершины Западного Кавказа: Черногорье, Фишт, Чугуш и Ачишхо. Саму же вершину Аутль можно видеть с других гор, например с вершины Батарейной. Гора Аутль издалека кажется высокой и чёрной.

## Достопримечательности
- На вершине горы находится один из двух звездообразных моторов американского самолета Дуглас, потерпевшего катастрофу с 5-ю членами экипажа во время ВОВ. Обломки разбившегося самолёта можно найти на восточном склоне горы.
- В 5 часах ходьбы от вершины в верховьях реки Псезуапсе был расположен военный госпиталь времён Великой Отечественной войны, который сейчас стал своего рода музеем под открытым небом. Госпиталь окружён братскими могилами и обелисками.
- На отроге горы Аутль имеются развалины черкесского аула. От места, где располагался аул, к пастбищам, расположенным на склонах горы, имеется конно-верховая тропа.
- Рядом расположены каньоны Хаджуко и Баркалово, которые известны каскадом водопадов.
- К горе Аутль примыкает хребет Звезда, который богат выходами горного хрусталя на поверхность.